# Agnès Obadia
Pour les articles homonymes, voir Obadia.
Agnès Obadia, née le 20 mars 1963 dans le Paris 19e, est une réalisatrice, scénariste et actrice française.

## Biographie
En tant que réalisatrice, Agnès Obadia tourne plusieurs épisodes de la vie de Romaine, héroïne burlesque aquaboniste et lunaire. En 1989, dans le cadre de ses études de cinéma, elle réalise Romaine, un jour où ça va pas et obtient le prix spécial du jury au festival international du court métrage de Clermont-Ferrand. En 1996, elle reprend ce titre pour son premier long-métrage, Romaine, assemblage de trois courts-métrages où elle interprète elle-même le rôle principal. Elle propose ensuite ce rôle à Sandrine Kiberlain dans Romaine par moins 30, un long métrage tourné en 2008,.
Avec Jean-Julien Chervier, elle réalise le film Du poil sous les roses, sorti en 2000, comédie sur les tourments amoureux et sexuels de deux adolescents.
En 2013, elle réalise Joséphine, adapté de la BD de Pénélope Bagieu.
En 2016, Troisième Œil lui propose de réaliser un unitaire pour TF1, Le mec de la tombe d’à côté, comédie adaptée du roman de Katarina Mazetti[réf. souhaitée]En 2018, elle écrit Drôle de fille, adapté du roman de Sophie Divry, Quand le diable sortit de la salle de bains[réf. souhaitée].

## Filmographie

### Réalisatrice et scénariste

#### Courts métrages
- 1989 : Romaine, un jour où ça va pas
- 1990 : Film de Vacances
- 1993 : Nanie, gardienne d'une forteresse
- 1994 : Romaine et les garçons[7]
- 1995 : Romaine et les filles

#### Longs métrages
- 1997 : Romaine
- 2000 : Du poil sous les roses (coréalisateur : Jean-Julien Chervier)
- 2006 : Mentir un peu (téléfilm)
- 2009 : Romaine par moins 30
- 2013 : Joséphine
- 2016 : Le Mec de la tombe d'à côté (téléfilm)
- 2018 : Ils ont échangé mon enfant (téléfilm)
- 2022 : Cache-sexes, un jeu d’artiste (documentaire)

### Actrice
- 1991 : Un type bien : Sybille
- 1995 : Au petit Marguery : Maria
- : Nos vies heureuses : Claire
- 2000 : Du poil sous les roses : Dominique, la mère de Romain